# Ku Ja-ryong
Đây là một tên người Triều Tiên, họ là Ku.
Ku Ja-ryong (tiếng Hàn: 구자룡; Hanja: 具滋龍; sinh ngày 6 tháng 4 năm 1992) là một hậu vệ bóng đá Hàn Quốc thi đấu cho Suwon Samsung Bluewings.

## Sự nghiệp câu lạc bộ
Ku gia nhập Suwon Samsung Bluewings năm 2011 và năm 2012, anh được chuyển đến Ansan Police theo dạng cho mượn để hoàn thành nghĩa vụ quân sự.
Ku ra mắt ở giải vô địch cho Ansan Police ngày 12 tháng 5 năm 2013 trước Chungju Hummel FC.
Vào tháng 9 năm 2013, Ku trở lại Suwon Samsung Bluewings.
Anh thi đấu 33 trận cho Suwon Samsung Bluewings.

## Thống kê sự nghiệp câu lạc bộ
| Thành tích câu lạc bộ | Thành tích câu lạc bộ   | Thành tích câu lạc bộ | Giải vô địch | Giải vô địch | Cúp     | Cúp       | Cúp Liên đoàn                  | Cúp Liên đoàn                  | Châu lục | Châu lục  | Tổng cộng | Tổng cộng |
| Mùa giải              | Câu lạc bộ              | Giải vô địch          | Số trận      | Bàn thắng    | Số trận | Bàn thắng | Số trận                        | Bàn thắng                      | Số trận  | Bàn thắng | Số trận   | Bàn thắng |
| Hàn Quốc              | Hàn Quốc                | Hàn Quốc              | Giải vô địch | Giải vô địch | Cúp KFA | Cúp KFA   | Cúp Liên đoàn bóng đá Hàn Quốc | Cúp Liên đoàn bóng đá Hàn Quốc | Châu Á   | Châu Á    | Tổng cộng | Tổng cộng |
| --------------------- | ----------------------- | --------------------- | ------------ | ------------ | ------- | --------- | ------------------------------ | ------------------------------ | -------- | --------- | --------- | --------- |
| 2011                  | Suwon Samsung Bluewings | K League 1            | 0            | 0            | 1       | 0         | 0                              | 0                              | 0        | 0         | 1         | 0         |
| 2013                  | Ansan Police            | K League 2            | 6            | 0            | 0       | 0         | —                              | —                              | —        | —         | 6         | 0         |
| 2013                  | Suwon Samsung Bluewings | K League 1            | 3            | 0            | 0       | 0         | —                              | —                              | 0        | 0         | 3         | 0         |
| 2014                  | Suwon Samsung Bluewings | K League 1            | 7            | 0            | 0       | 0         | —                              | —                              | —        | —         | 7         | 0         |
| 2015                  | Suwon Samsung Bluewings | K League 1            | 23           | 0            | 0       | 0         | —                              | —                              | 3        | 1         | 26        | 1         |
| Tổng                  | Hàn Quốc                | Hàn Quốc              | 39           | 0            | 1       | 0         | 0                              | 0                              | 3        | 1         | 43        | 1         |
| Tổng cộng sự nghiệp   | Tổng cộng sự nghiệp     | Tổng cộng sự nghiệp   | 39           | 0            | 1       | 0         | 0                              | 0                              | 3        | 1         | 43        | 1         |

## Danh hiệu

### Suwon Samsung Bluewings
- Á quân K League 1(1): 2014